# Route nationale 353
Die Route nationale 353, kurz N 353 oder RN 353, ist eine französische Nationalstraße, die 1933 das erste Mal zwischen den Orten Pont-à-Marcq und Saint-Amand-les-Eaux festgelegt wurde. Ihre Länge betrug 27 Kilometer. 1968 erfolgte eine Verlängerung westlich bis Seclin, da die N 17 durch den Bau des Flughafens Lille unterbrochen wurde. Dadurch wuchs die Länge der Straße auf 34,5 Kilometer. 1973 erfolgte die Verlegung der Straße über Hasnon zur N 45 bei Raismes. 1976 wurde der Abschnitt von Seclin bis zur N 45 in den neuen Verlauf der N 49 integriert und der Rest abgestuft. 1978 wurde die Nummer für eine Straße innerhalb der Stadt Dunkerque zum Hafen verwendet. Diese wurde dann in die N 225 integriert.
2000 erfolgte die erneute Verwendung der Nummer für den südlichsten Teil der Straßburger Umgehungsstraße. Dieser Abschnitt verläuft von der deutschen Grenze auf der Pierre-Pflimlin-Brücke über den Rhein bis zur N 83. Von dort aus soll sie bis zur A 35 mit der D 400 verbunden werden und somit eine direkte Verbindung von Deutschland zum Straßburger Flughafen ermöglichen.

## Streckenverlauf
| Position | höchste zulässige Gesamtgeschwindigkeit | Fahrbahnen | Typ                          | Abschnitt                                                       | Längengrad | Breitengrad |
| -------- | --------------------------------------- | ---------- | ---------------------------- | --------------------------------------------------------------- | ---------- | ----------- |
| 1        | 110                                     | 2          | Beginn der Autobahn          | N 283 Straßburg-N 83 Sélestat-Erstein                           | 48.5043    | 7.6962      |
| 2        | 110                                     | 2          | Brücke                       | Ill                                                             | 48.5055    | 7.7063      |
| 3        | 110                                     | 2          | Normaler Abschnitt           |                                                                 | 48.5029    | 7.7179      |
| 4        | 110                                     | 2          | Brücke                       | Rhein-Rhône-Kanal                                               | 48.5015    | 7.7260      |
| 5        | 110                                     | 2          | Vollständige Anschlussstelle | Illkirch-Graffenstaden                                          | 48.5006    | 7.7315      |
| 6        | 110                                     | 2          | Vollständige Anschlussstelle | La Ganzau (Z.I.)                                                | 48.4940    | 7.7601      |
| 7        | 90                                      | 2          |                              |                                                                 | 48.4915    | 7.7667      |
| 8        | 90                                      | 2          |                              | Rhein                                                           | 48.4913    | 7.7697      |
| 9        | 100                                     | 2          |                              | Liaison vers B36 (Kehl-Lahr am Schwarzwald) und L96 (Offenburg) | 48.4913    | 7.7701      |

## N 353a
Die N 353A war von 1977 bis 1978 ein Seitenast der N 353, der aus dem Abschnitt der N355 zwischen Hasnon und Millonfosse entstand. In Hasnon bestand Verbindung zur N 353B. Er wurde 1978 Teil der N 49 und trägt seit deren Abstufung die Nummer D 953.

## N 353b
Die N 353B war von 1977 bis 1978 ein Seitenast der N 353, der keine Kreuzung mit ihrer Stammnummerstraße hatte. Sie verlief zwischen Hasnon (N 355) und Raismes (N 45). 1978 wurde sie Teil der N 49, 1981 wurde dann der Schnellstraßenabschnitt zur Autobahn C 27, die seit 1982 die Nummer A 23 trägt.